# Хиллерт, Дитер
Дитер Гилберто Хиллерт (нем. Dieter Gilberto Hillert) — немецко-американский биолингвист и когнитивист. Его исследования сосредоточены на способности человеческого языка как когнитивной и неврологической системе. Он известен своими работами в области нейробиологии языка, обработки предложений в реальном времени и эволюции языка. Он выступает за сравнительно-эволюционные исследования познания, выступает против моделей tablua rasa и поддерживает вычислительные теории разума.
Хиллерт родился в Висбадене-Зонненберге (Западная Германия) в 1956 году и был вторым сыном Гвидо Йоахима Хиллерта, аэрокосмического и гражданского инженера, и его жены Шарлотты Хиллер, урожденной Холланд-Кунц. Он провел свою юность в Висбадене и учился в Университете Йоханнеса Гутенберга в Майнце и Университете Гёте во Франкфурте-на-Майне.
Он прошел клиническую подготовку по нейролингвистике в медицинской школе Рейнско-Вестфальского технического университета Ахена, Германия. Хиллер получил ученую степень до доктора философии и степень бакалавра (приват-доцента) Университета Гёте во Франкфурте-на-Майне.
Его академическая карьера началась в качестве постдока по нейролингвистике во Франции в Центре Поля Брока в Париже, в США в Бостонском университете и Массачусетском технологическом институте, в Канаде в Университете Квебека в Монреале. Затем он был назначен лектором в Манчестерском университете в Англии и продолжил свою академическую карьеру в Калифорнийском университете в Сан-Диего в США. В настоящее время он является адъюнкт-профессором Государственного университета Сан-Диего. Время от времени он читает лекции в Японии, в том числе в Киотском и Токийском университетах. Он вносит свой вклад в науку о языке, публикуя теоретические и экспериментальные исследования по различным связанным с языком темам, таким как обработка предложений, образный язык, семантика и синтаксис, двуязычие, афазия и эволюция языка.
Он получил несколько наград от Фонда Александра фон Гумбольдта и Японского общества содействия науке.